# Ana Conesa
Ana Conesa Cegarra es una ingeniera agrónoma española y Académica de Número de la Real Academia de Ingeniería de España.

## Trayectoria
Cursó ingeniería agrónoma en la Universidad Politécnica de Valencia y se doctoró en Microbiología Molecular por la Universidad de Leiden de los Países Bajos, país en el que desarrolló su labor investigadora durante 10 años. Después, el programa Ramón y Cajal de recuperación de talento le permitió regresar a España para continuar investigando en el Instituto Valenciano de Investigaciones Agrarias.
Fue directora del Laboratorio de Genómica de la Expresión Génica en el Centro de Investigación Príncipe Felipe de Valencia. En 2014 se convirtió en full professor de bioinformática en la Universidad de Florida, siendo tercera española en lograrlo, desempeñando el puesto hasta 2021 cuando ingresó en el CSIC como profesora de investigación.
A lo largo de su trayectoria investigadora alcanza los campos de biología computacional y la bioinformática. Fue pionera en el campo de la transcriptómica de lecturas largas. Ha sido profesora de cursos de bioinformática en todo el mundo así como impartido más de 150 conferencias, siendo keynote speaker en 50 de ellas.
Se convirtió en miembro del grupo de trabajo de la International Society of Computational Biology, GreenISCB, para la promoción de la ciencia sostenible. Creó los Sustainable Conference Travel Award que reconoce iniciativas que reduzcan el impacto medioambiental de las conferencias científicas. Fundó dos empresas spin-off en bioinformática.

## Reconocimientos
En 2021 fue incluida entre los 100 investigadores más influyentes del mundo en biología computacional. En 2022 fue nombrada Académica de Número de la Real Academia de Ingeniería de España, siendo la primera bioinformática en lograrlo. Fue la primera bioinformática que ingresó como miembro de la Real Academia de Ingeniería de España. También fue nombrada miembro honorífico de la Sociedad Española de Bioinformática y Biología Computacional. Fue la tercera persona española es convertirse en fellow de la Sociedad Internacional de Biología Computacional, después de Alfonso Valencia y Nuria López-Bigas.